# Lasse Stefanz på Svensktoppen
Lasse Stefanz på Svensktoppen utkom 1998 och är ett samlingsalbum med det svenska dansbandet Lasse Stefanz. Sångerna på albumet är sådana som Lasse Stefanz legat på Svensktoppen med.

## Låtlista
1. De sista ljuva åren
2. Oklahoma
3. Av hela mitt hjärta
4. Jag kommer hem igen
5. En gång är ingen gång
6. Mot nya mål
7. Dig ska jag älska
8. Du försvann som en vind
9. Nere på söder
10. En enkel sång om kärleken
11. Jag väntat många dagar
12. Visst är det kärlek
13. Du kan tro på mitt ord
14. Midsommarafton